# Phacidium fennicum
Phacidium fennicum är en svampart som beskrevs av Butin 1984. Phacidium fennicum ingår i släktet Phacidium och familjen Phacidiaceae.   Inga underarter finns listade i Catalogue of Life.